# Kompaktní disk
Kompaktní disk (zkratkou CD podle anglického názvu compact disc; hovorově cédéčko, zřídka také podle anglického hláskování jako sídý) je optický disk určený pro ukládání digitálních dat. Data jsou uložena ve stopě na jedné dlouhé spirále začínající ve středu média, která se postupně rozvíjí až k jeho okraji. Stopa může obsahovat digitální zvukovou nahrávku (tzv. audio CD) nebo (počítačem čitelná) data (CD-ROM). Příčný odstup stopy ve spirále je 1,6 μm. Pro čtení kompaktních disků se používá laserové světlo s vlnovou délkou 785 nm.
Na rozdíl od většiny diskových zařízení (pružné disky, pevné disky, ZIP disky, magnetooptické disky apod.) nejsou data ukládána do soustředných kružnic, ale do jedné dlouhé spirály podobně jako na gramofonové desce. Spirála začíná u středu média a rozvíjí se postupně až k jeho okraji. Záznam (spirála dat) je přístupný pouze ze spodní strany disku, tj. záznam na CD je jednostranný. Délka celé spirály je zhruba 6 km a hustota dat v ní uložených je konstantní. Existují ale výjimky, například herní konzole Nintendo GameCube nečte disky (tedy MiniDVD o velikosti 8 cm) od středu jako u normálních disků, ale od vnějšího kraje – tím chtělo Nintendo ztížit práci pirátům.
Běžné CD má průměr 12 cm, existuje ale i menší varianta o průměru 8 cm (občas se vyskytují i verze seříznuté na formát vizitky). Disk má tloušťku 1,2 mm. Avšak na disk se zapisuje pouze od 23 mm do 58 mm poloměru.
Různé formáty CD byly postupně specifikovány ve standardech, označovaných anglicky jako „knihy“ různých barev:
- červená kniha (red book) – Audio CD
- žlutá kniha (yellow book) – CD-ROM – pro záznam dat, pouze pro čtení
- zelená kniha (green book) – CD-I – interaktivní CD
- oranžová kniha (orange book) – CD-R („zapisovatelné CD“; vyrábějí se prázdná, lze zapsat jednou na každé místo, tzn. je možné např. nejdříve zapsat jen jednu stopu a dopsat další později, pokud je médium ponecháno „otevřené“) a CD-RW („přepisovatelné CD“; lze zapisovat opakovaně)
- bílá kniha (white book) – Video CD
- modrá kniha (blue book) – Enhanced CD, CD plus a CD-G
- béžová kniha (beige book) – PhotoCD
- šarlatová kniha (scarlet book) – SACD

Pro data na médiu se obvykle používá souborový systém ISO 9660. V případě CD-RW medií s přímým zápisem (packet writing) se může použít i novější formát UDF.
Médium, ze kterého je možno nabootovat nejen jádro, ale celý operační systém včetně aplikací (a které tedy nevyžaduje, aby byl zmíněný operační systém na daném počítači nainstalován), se nazývá Live CD.

## Audio CD

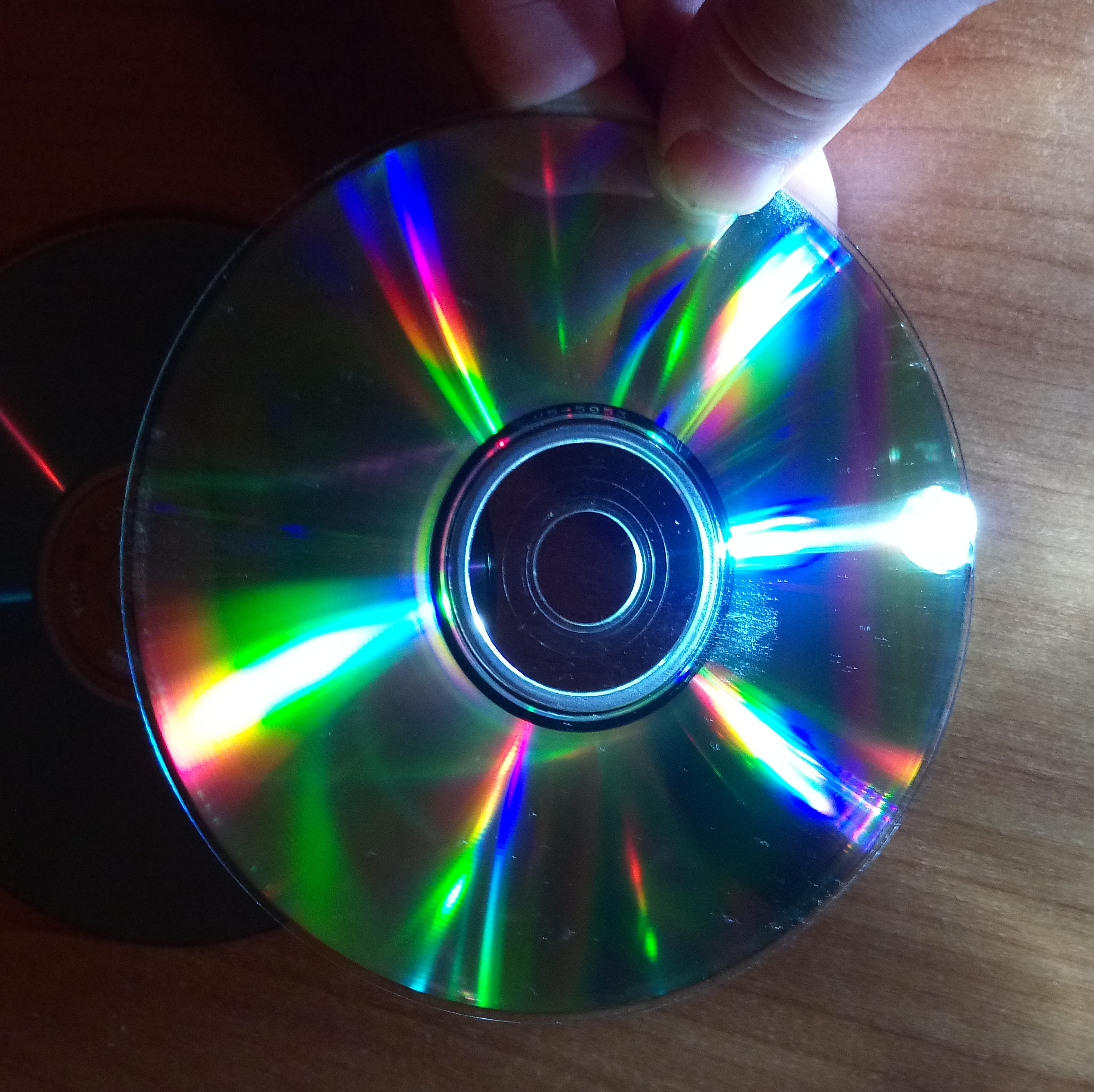
Spodní vrstva kompaktního disku

Audio CD je nejstarším formátem CD. K záznamu zvuku na audio CD se užívá vzorkovací frekvence 44,1 kHz a 16bitový stereofonní záznam bez komprese (viz PCM). V této podobě zabere jedna minuta holého zvukového záznamu 44100 × 16 × 2 × 60 ÷ 8 = 10 584 000 bajtů. Tato data jsou totiž navíc zabezpečena protichybovým kódováním FEC (Forward Error Correction), díky kterému je přehrávač schopen určité množství chyb, způsobených např. poškozeným CD, opravit.
Tento systém je označován COMPACT DISC DIGITAL AUDIO (CDDA).
K jednoznačné identifikaci alba slouží kód UPC (anglicky Universal Product Code).
Jako identifikátor hudebních skladeb se užívá kód ISRC (anglicky International Standard Recording Code). Skládá se z 12 znaků a je přidělován místní registrační autoritou.
V souvislosti se systémem kompaktního disku jako audionosiče se uvádějí základní technická data o záznamu, střihu i výsledném záznamu. Jsou uváděna těmito zkratkami:
- DDD – Původní záznam, střih i výsledný záznam zvuku digitální
- ADD – Původní záznam analogový, směšování a výsledný záznam digitální
- AAD – Původní záznam, směšování a střih analogové, výsledný záznam digitální

## Historie

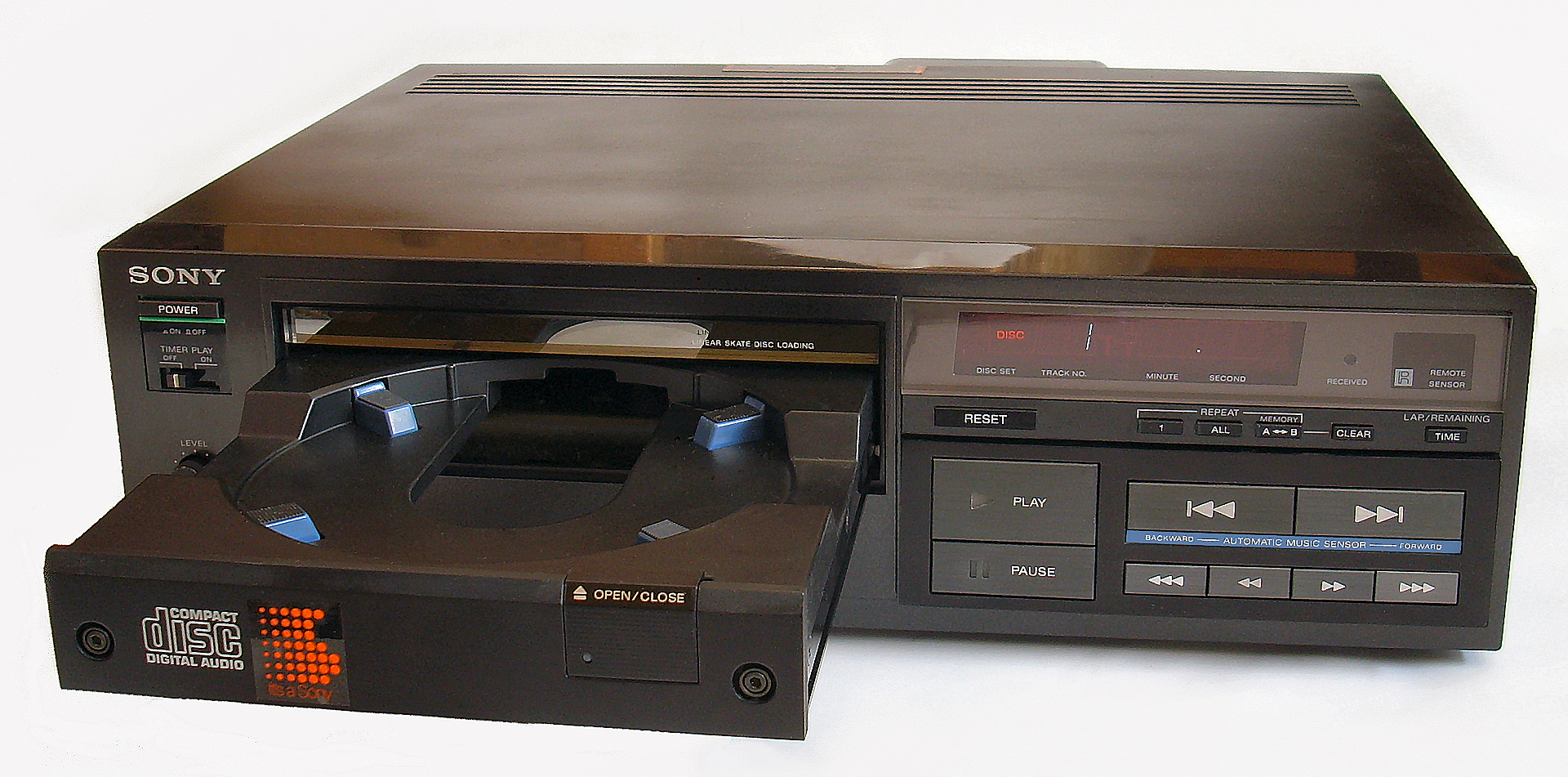
První CD přehrávač Sony CDP-101 z roku 1982

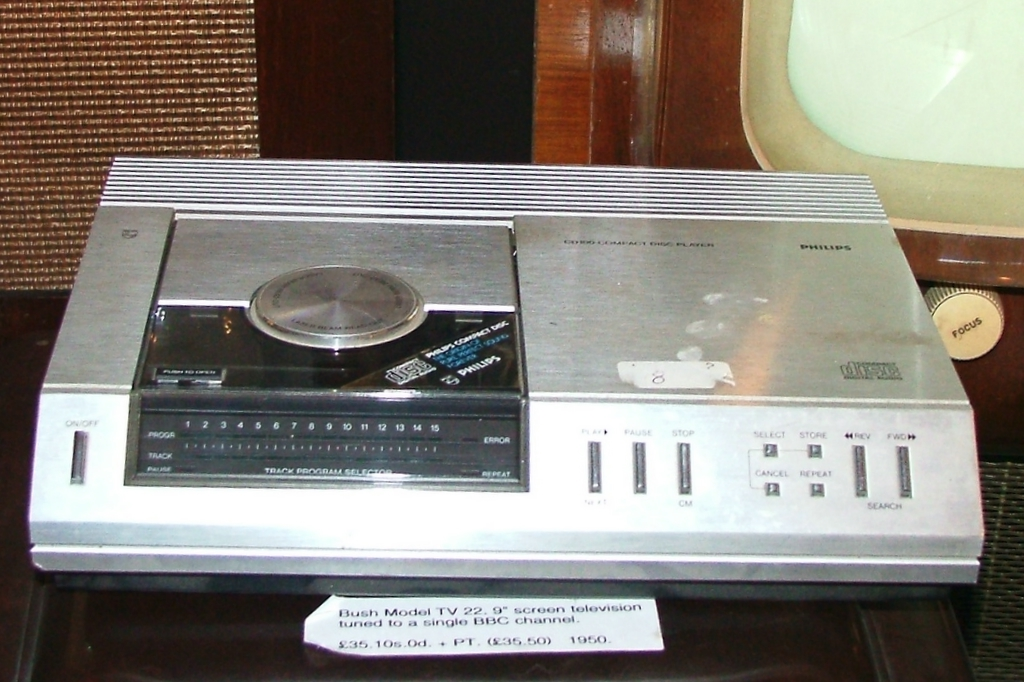
První CD přehrávač dostupný v Evropě a USA, Philips CD100 z roku 1983

Kompaktní disk vyvinuly roku 1979 firmy Sony a Philips jako způsob věrného uchovávání a reprodukce hudby. Původně se na ně měl vejít zvukový záznam v délce 60 minut (délka analogového dlouhohrajícího „elpíčka“), ale firma Sony trvala na 74 minutách, aby se na jedno CD vešla celá Beethovenova Devátá symfonie. Dnes jsou CD nejčastěji osmdesátiminutová, ale existují i varianty s délkou devadesát a devadesát devět minut. Disky delší než 80 minut však nemusí být čitelné na všech přehrávačích. Někteří výrobci přehrávačů a počítačových mechanik dokonce v uživatelských manuálech varují před možným poškozením zařízení při použití těchto nadstandardně dlouhých médií. 
První komerční CD přehrávač Sony CDP-101 přišel roku 1982, dostupný byl původně jen v Japonsku. Philips CD100 byl v březnu 1983 jako první uveden v USA a Evropě. Historicky první masově vyrobené album ve formě kompaktního disku bylo The Visitors od skupiny ABBA, a to 17. srpna 1982.
Na přelomu 80. a 90. let spolu s klesající cenou přehrávačů a disků kompaktní disk na nějaký čas vytlačil předtím rozšířené dlouhohrající gramofonové desky s analogovým záznamem zvuku, tzv. „elpíčka“ (z anglické zkratky LP, long play). V posledních letech se audiofilové k LP vracejí. Značně k tomu přispěly i problémy s nekvalitním masteringem některých CD titulů, problém DR apod.
CD se také brzy začala používat ve světě počítačů jako obecné datové médium, s kapacitou původně 656 MB (74minutová), dnes nejčastěji 700 MB (ve skutečnosti se na ně vejde 701 nebo 702 MB – 80minutová). Menší osmicentimetrové disky mají kapacitu 184–210 MB, tzn. 21–24 minut. Na CD se dají ukládat i informace v podobě referátů, prezentací, tabulek, atd. CD-ROM zařízení na čtení CD, jehož autory byly firmy Philips a Sony, je určeno pouze ke čtení informací. Dovoluje uložení až 650 MB programů a dat.
CD-formát začíná být vytlačován diskem DVD, s jeho klesající cenou a klesající cenou rekordérů. DVD disk je přímým pokračovatelem CD nejen svojí vnější podobou (CD je od DVD laickým pohledem prakticky nerozeznatelné), ale i digitální technologií záznamu dat. Kapacita běžných DVD je oproti klasickému CD zhruba šestinásobná. Životnost zapisovatelného (CD-R) media se udává v průměru asi 8 let. Životnost lisovaných CD je teoreticky neomezená.

## Výroba v ČSSR
Prvním československým CD přehrávačem byl Tesla MC 900 z roku 1985 vyráběný Teslou Litovel. Technicky byl postavený na licenci přehrávače Philips CD204.
V ČSSR byl prvním titulem lisovaným v Gramofonových závodech v Loděnici u Berouna v roce 1988 cyklus symfonických básní Bedřicha Smetany Má Vlast. Masově začaly být kompaktní disky poprvé vyráběny v Loděnici v roce 1989, a to jako v první zemi ze států RVHP. Slavnostního zahájení výroby 13. července tohoto roku se účastnil i generální tajemník ÚV KSČ Miloš Jakeš.

## Druhy CD
Existují 4 druhy CD a DVD disků:
- CD-R – zkr. Recordable – (nepřepsatelný – není možné nahradit soubory)
- CD-RW – zkr. Rewritable – (přepsatelný, je tedy možné disk smazat a nahradit novými soubory)
- DVD-R – zkr. Recordable – (nepřepsatelný – není možné nahradit soubory)
- DVD-RW – zkr. Rewritable – (přepsatelný, je tedy možné disk smazat a nahradit novými soubory)